# 阿豺
阿豺，（？—426年）即阿柴，南北朝时期政治人物。他為4－6世紀建立之吐谷渾第九任統治者，武王樹洛干弟弟，承襲树洛干擔任首領，在位期間為417年-426年，谥号威王。
阿豺自称骠骑将军、沙州刺史。兼并氐羌，辖地数千里，号为强国。派侄子西强公敕来泥开拓国土到龙涸、平康。421年，为保存实力，遣使朝贡西秦，西秦乞伏炽磐封他为征西大将军、安州牧、白兰王。423年，朝贡刘宋，献方物，宋少帝封他为安西将军、沙州刺史、浇河公。426年，再受封拜，想要再派人到刘宋朝贡，之后暴病而亡，临终前，舍弃长子纬代，立从弟慕璝为嗣。折箭遗教诸子弟戮力一心，以报家国。

## 子
- 世子纬代
- 归义王叱力延、吐谷浑头颓（汶山公，吐谷浑玑的祖父、吐谷浑静媚的曾祖父）等八子投奔北魏

| 前任： 樹洛干 | 吐谷渾首領 在位期間417年-426年 | 繼任： 慕璝 |